# Barrage de Yangfanggou
Le barrage de Yangfanggou est un barrage-voûte en béton sur le Yalong, un affluent du Yangtze dans la province du Sichuan, en Chine. Il est situé en aval du barrage de Lianghekou et en amont du barrage de Jinping-I.
La centrale hydroélectrique du barrage possède 4 turbines d’une capacité de 375 MW soit une capacité totale de 1 500 MW. La construction du barrage a débuté en juin 2015, la première turbine est mise en service en 2021 et la centrale est complètement opérationnelle le 16 octobre 2021,.